# Windows Server 2003
Windows Server 2003 je v informatice název již nepodporovaného operačního systému z řady Windows NT od firmy Microsoft, který byl vydán v roce 2003. Byl určen pro použití jako server v počítačové síti. Systém sdílel důležité části se systémem Windows XP. Jeho nástupcem byl Windows Server 2008.
Standardní podpora bezpečnostních záplat byla ukončena dne 13. července 2010 a rozšířená podpora produktu přestala být podporována dne 14. července 2015.

## Varianty systému
Windows Server 2003 měl čtyři základní varianty:
- Windows Server 2003, Web Edition,
- Windows Server 2003, Standard Edition,
- Windows Server 2003, Enterprise Edition,
- Windows Server 2003, Datacenter Edition.

Windows Server 2003, Web EditionWindows Server 2003, Web Edition, představující novou verzi v řadě produktů Windows Server, byl webový server. Poskytoval organizacím platformu pro provoz webových serverů a hostitelských služeb, kterou šlo snadno zavádět a spravovat. Díky technologii Microsoft ASP.NET, která byla součástí platformy .NET Framework, poskytoval Windows Server 2003, Web Edition vývojářům platformu pro rychlé vytváření a zavádění webových služeb a aplikací XML.
Windows Server 2003, Standard EditionWindows Server 2003, Standard Edition byl síťový operační systém. Windows Server 2003, Standard Edition nabízel řešení pro sdílení souborů a tiskáren, připojení k Internetu, centralizované zavádění osobních aplikací a spolupráci mezi zaměstnanci, partnery a zákazníky. Windows Server 2003, Standard Edition podporoval symetrické zpracování dvěma procesory a až 4 GB paměti.
Windows Server 2003, Enterprise EditionWindows Server 2003, Enterprise Edition byl server pro střední a velké organizace. Poskytutoval funkce potřebné k zajištění provozu podnikové infrastruktury, použití komerčních aplikací a transakcí elektronického obchodování. Windows Server 2003, Enterprise Edition byl multifunkční operační systém, který podporoval využití až osmi procesorů a poskytoval funkce pro podniková prostředí, jako bylo například vytváření clusterů se čtyřmi uzly, a až 32 GB paměti. K dispozici byl také pro 64bitové počítačové platformy.
Windows Server 2003, Datacenter EditionWindows Server 2003, Datacenter Edition byl určen pro velké organizace. Poskytoval základ pro vytváření důležitých řešení pro databáze, software pro plánování podnikových zdrojů (ERP), zpracování velkého množství transakcí v reálném čase a slučování serverů. V té době to byl nejvýkonnější serverový operační systém, jaký kdy společnost Microsoft představila. Podporoval symetrické zpracování až 32 procesory a poskytoval možnost vytváření clusterů s osmi uzly a vyrovnávání zatížení jako standardní funkce. Windows .NET Datacenter Server byl k dispozici také pro 64bitové počítačové platformy.

### Role systému
Každý server měl určitou roli (někdy i více), kterou lze zvolit pomocí „Přidat odebrat programy“ nebo „Přidat nebo odebrat součásti systému“. Konkrétně to mohly být role webového serveru (IIS) nebo řadiče domény (AD), které bylo možné spustit příkazem dcpromo, dále souborový server, tiskový server, dynamické přidělování IP adres (DHCP), jmenný server (DNS) apod. Všechny tyto role mohly být nainstalovány na jednom serveru. Obecně však platí, že každý server by měl mít na starosti pouze jednu roli, protože pokud tento server nebude fungovat, tak budou v provozu ostatní služby.